# Агаев, Газанфар Ариф оглы
Газанфар Ариф оглы Агаев (азерб. Qəzənfər Arif oğlu Ağayev; род. 2 ноября 1961, Нахичевань) — глава исполнительной власти Астаринского района.

## Биография
Родился 2 ноября 1961 года в г. Нахичевань. В 1990 году окончил Азербайджанский технологический институт. В 2002 году окончил Азербайджанский государственный экономический университет.
С 1983 по 1986 год работал на строительном тресте г. Нахичевань. С 1994 года являлся директором компании «Xal-xal» г. Баку.
С 2000 по 2005 год работал в структуре Министерства налогов Азербайджана.
С 2005 по 2006 год являлся заместителем главы исполнительной власти Ярдымлинского района по социально-экономическим вопросам.
Глава исполнительной власти Ярдымлинского района (24 марта 2006 — 29 сентября 2006).
Глава исполнительной власти Масаллинского района (29 сентября 2006 — 14 апреля 2012)
Глава исполнительной власти Астаринского района (с 14 апреля 2012).